# Danton (film fra 1921)
Danton er en tysk stumfilm fra 1921 af Dimitri Buchowetzki.

## Medvirkende
- Emil Jannings som Danton
- Werner Krauss som Robespierre
- Ossip Runitsch som Desmoulins
- Ferdinand von Alten som Herault-Séchelles
- Eduard von Winterstein som Gen. Westermann
- Charlotte Ander som Lucile Desmoulins
- Maly Delschaft som Julia